# Droga krajowa nr 84 (Polska)
Droga krajowa nr 84 (DK84) – droga krajowa klasy G o długości ok. 48 km, leżąca na obszarze województwa podkarpackiego. Trasa ta prowadzi od Sanoka do granicy z Ukrainą w Krościenku.
W latach 1986–2000 numer 84 przypisany był do drogi Nagnajów – Tarnobrzeg – Grębów – Stalowa Wola – Nisko. Od 2000 roku trasa ta od Tarnobrzega do Stalowej Woli jest drogą wojewódzką nr 871 zaś dalszy odcinek do Niska jest częścią drogi krajowej nr 77.
W 2020 roku rozpoczęła się rozbudowa odcinka drogi pomiędzy Sanokiem a Zagórzem. Rozbudowa zawiera budowę chodników i ścieżek rowerowych, rozbudowę skrzyżowania do wsi Zahutyń oraz zjazdu do DW892. Inwestycja zakończyła się w IV kwartale 2024 roku.

## Dopuszczalny nacisk na oś
Od 13 marca 2021 roku na drodze dozwolony jest ruch pojazdów o nacisku pojedynczej osi napędowej do 11,5 tony z wyjątkiem określonych miejsc oznaczonych znakiem zakazu B-19.

### Do 13 marca 2021 r.
Wcześniej na całej długości drogi dopuszczalny był ruch pojazdów o nacisku pojedynczej osi do 10 ton.

## Historia numeracji
Na przestrzeni lat arteria posiadała różne oznaczenia i kategorie:

| Numer | Kategoria                                                                              | Przebieg                                                                                              | Lata obowiązywania   | Źródło | Uwagi |
| ----- | -------------------------------------------------------------------------------------- | --- | -------------------- | --- | --- |
| ?     | • droga drugorzędna / droga państwowa (lata 80.): do 1985 • droga krajowa: od 1 X 1985 | Sanok – Zagórz – Lesko – Uherce Mineralne – Olszanica – Ustrzyki Dolne – Krościenko – granica państwa | 1952(?) – 14 II 1986 | - Atlas samochodowy Polski 1:500 000. Wyd. IV. Warszawa: Państwowe Przedsiębiorstwo Wydawnictw Kartograficznych, 1965. Brak numerów stron w książce - Samochodowy atlas Polski 1:500 000. Wyd. V. Warszawa: Państwowe Przedsiębiorstwo Wydawnictw Kartograficznych, 1979. ISBN 83-7000-017-7. Brak numerów stron w książce - Samochodowy atlas Polski 1:500 000. Wyd. IX. Warszawa: Państwowe Przedsiębiorstwo Wydawnictw Kartograficznych, 1985. Brak numerów stron w książce | 1. nieznana numeracja przed 1986 r. 2. kategorie według źródeł 3. w latach 80. odcinek oznaczany jako droga państwowa był nanoszony bez numeru 4. brak możliwości przekroczenia granicy państwowej |
| 891   | droga krajowa                                                                          | Sanok – Zagórz – Lesko – Uherce Mineralne – Olszanica – Ustrzyki Dolne – Krościenko – granica państwa | 14 II 1986 – 2000    | - Uchwała nr 192 Rady Ministrów z dnia 2 grudnia 1985 r. w sprawie zaliczenia dróg do kategorii dróg krajowych (M.P. z 1986 r. nr 3, poz. 16) - Polska: Atlas samochodowy 1:300 000. Wyd. pierwsze. Warszawa: Polskie Przedsiębiorstwo Wydawnictw Kartograficznych, 1992. ISBN 83-7000-080-0. Brak numerów stron w książce - Polska: mapa samochodowa 1:700 000, wyd. 1, Szczecin: Wydawnictwo Kartograficzne KOMPAS, 1996–1997, ISBN 83-904373-2-5. Brak numerów stron w książce - Polska: mapa samochodowa 1:700 000, wyd. II zmienione i poprawione, Szczecin: Wydawnictwo Kartograficzne KOMPAS, 1997–1998, ISBN 83-904373-3-3. Brak numerów stron w książce | na odc. Sanok – Krościenko przystosowana do ruchu ciężkiego – dop. nacisk na oś do 10 t |
| 84    | droga krajowa                                                                          | Sanok – Lesko – Ustrzyki Dolne – Krościenko – granica państwa                                         | od 2000              | - Zarządzenie nr 6 Generalnego Dyrektora Dróg Publicznych z dnia 9 maja 2000 r. w sprawie nowych numerów dróg krajowych, [w:] Rzeczpospolita [online], 4 lipca 2000. - Polska: mapa samochodowa 1:700 000, wyd. XII Zmienione, poprawione i uaktualnione, Szczecin: Wydawnictwo Kartograficzne KOMPAS, 2004–2005, ISBN 83-904373-7-6. Brak numerów stron w książce - POLSKA Atlas drogowy 1:200 000. Mapy Ścienne Beata Piętka, 2000. Brak numerów stron w książce - Polska 2016: mapa samochodowa 1:700 000. Wyd. XXVII. Dom Wydawniczy PWN, 2016. ISBN 978-83-7705-942-5. Brak numerów stron w książce - Polska: atlas samochodowy 1:200 000 dla profesjonalistów. Wyd. IX. Warszawa: Dom Wydawniczy PWN, 2017. ISBN 978-83-7705-978-4. Brak numerów stron w książce | 1. przejście graniczne otwarto w 2002 r. 2. ograniczenia dla ruchu ciężkiego |

## Ważniejsze miejscowości leżące na drodze krajowej nr 84
- Sanok (DK28)
- Zagórz (DW892)
- Lesko (DW893)
- Uherce Mineralne (DW895)
- Olszanica
- Ustrzyki Dolne (DW896)
- Krościenko (DW890)